# Glossodoris verrucosa
Glossodoris verrucosa is een zeenaaktslak die behoort tot de familie van de Chromodorididae. 

## Leefwijze
Ze voeden zich voornamelijk met sponzen.

## Verspreiding en leefgebied
Deze slak leeft in de Grote Oceaan.